# Vzdražnost
Vzdražnost je v fiziologiji sposobnost celic in tkiv, ki jih te celice sestavljajo, da se odzivajo na notranje ali zunanje dražljaje kot so signalne molekule, spremembe v koncentraciji ionov ali mehanske sile z depolarizacijo membrane. To so živčne in mišične celice, zaradi česar govorimo o čutilih in mišicah kot o vzdražnih organih.
Celična vzdražnost temelji na ionski sestavi celičnih tekočin, natančneje razliki v ionski sestavi med zunanjostjo in notranjostjo celične membrane, posledica česar je membranski potencial. Dražljaj v vzdražni celici sproži odpiranje ionskih kanalčkov, kar povzroči tok ionov v smeri elektrokemijskega gradienta, s tem pa depolarizacijo celične membrane. V živčnih celicah sproži depolarizacija akcijski potencial, v mišičnih pa krčenje. Na teh procesih temelji delovanje vseh čutil in gibal v živalskem telesu.